# Wilhelm Bieser
Wilhelm Bieser (* 18. Mai 1885 in Hecklingen; † 17. Januar 1934 in Dessau) war ein deutscher Kommunist und Widerstandskämpfer gegen den Nationalsozialismus.

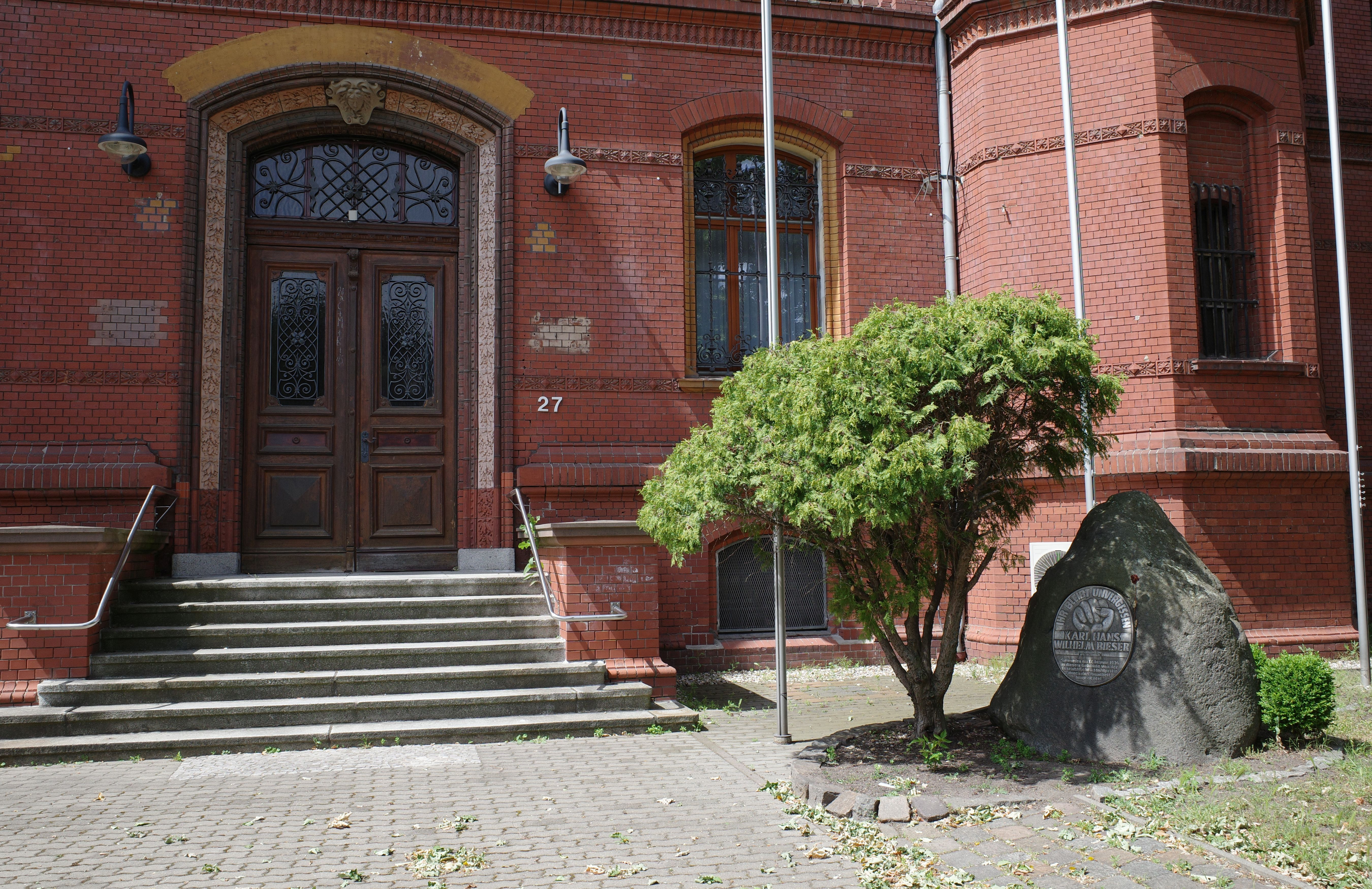
Gedenkstein an der ehemaligen Justizvollzugsanstalt in Dessau

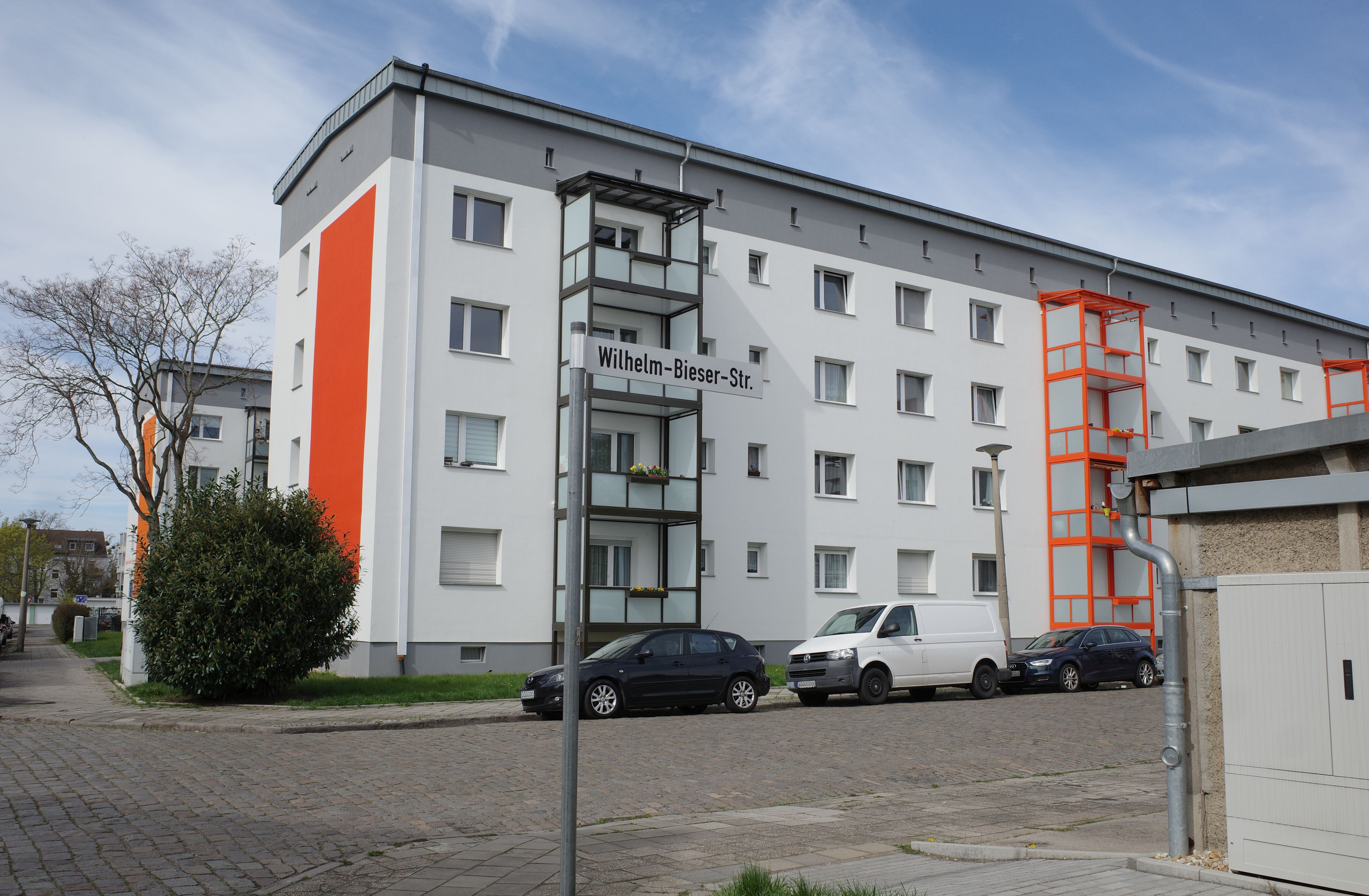
Wilhelm-Bieser-Straße in Dessau

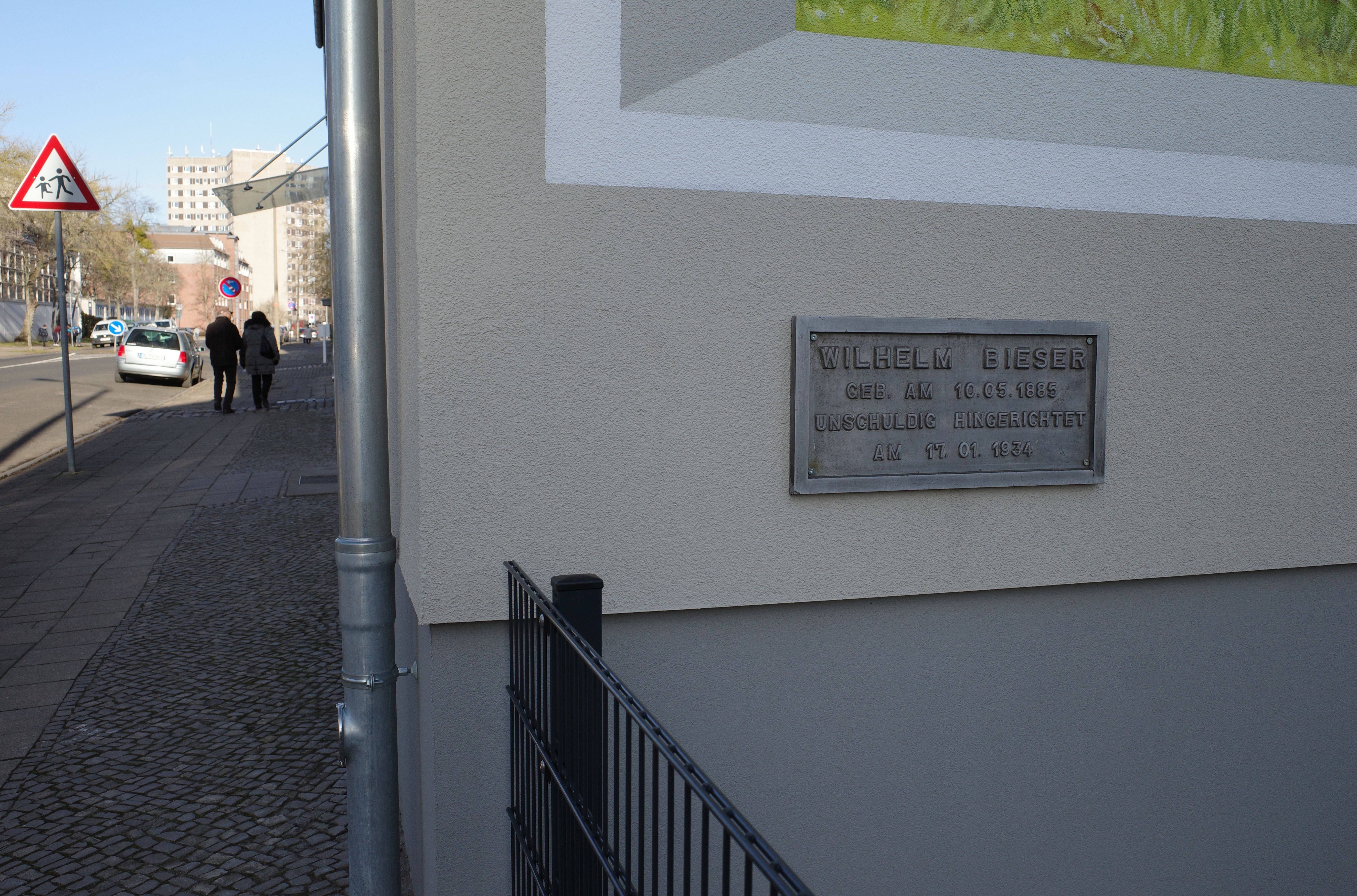
Wilhelm-Bieser-Gedenktafel in Dessau

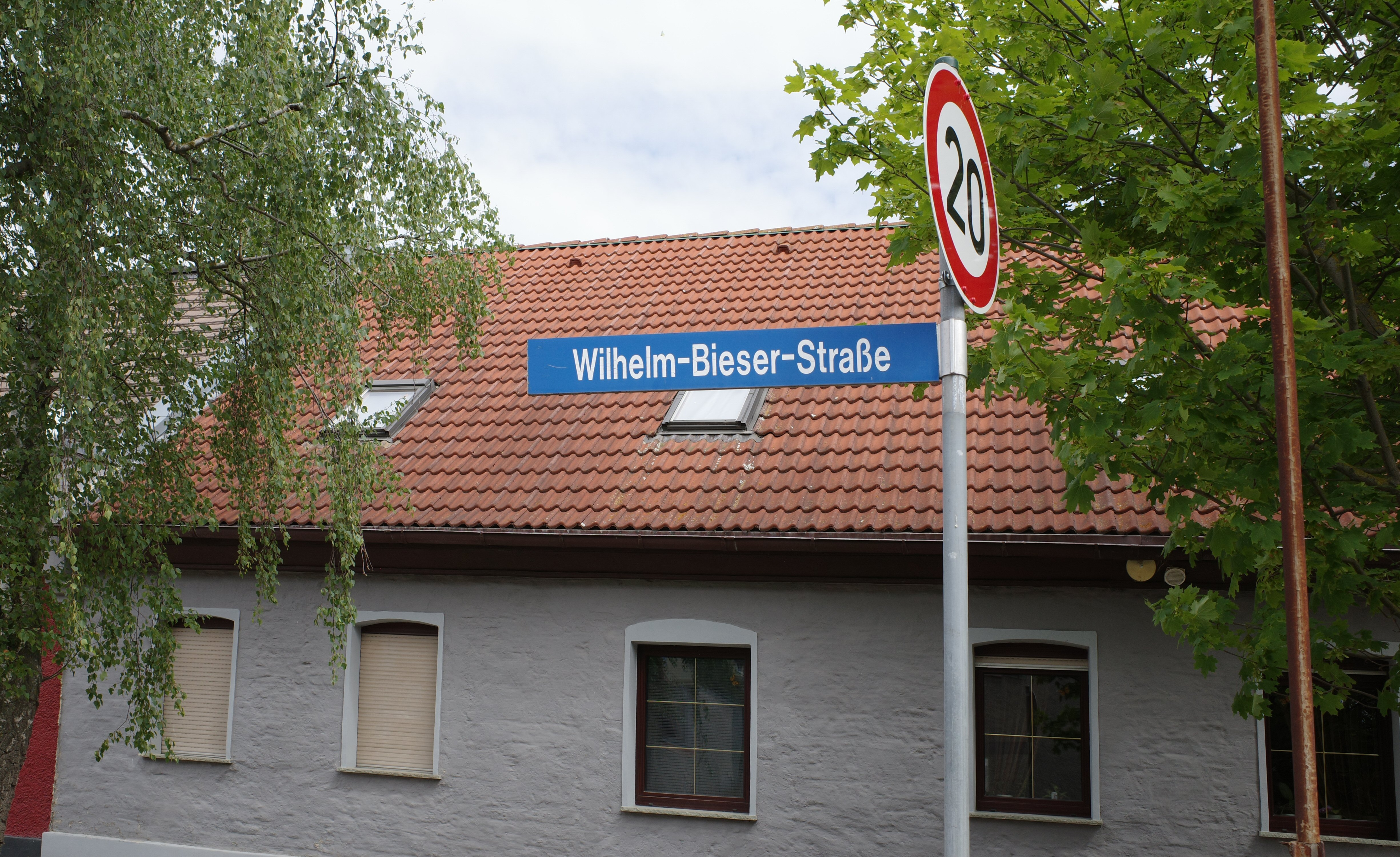
Wilhelm-Bieser-Straße in Hecklingen

## Leben

### Herkunft
Bieser entstammte einer Arbeiterfamilie aus Hecklingen.

### Karriere
Bieser besuchte die Volksschule in Hecklingen und lernte den Beruf eines Korbmachers. Später betätigte er sich als Mitglied der KPD. Als am 11. Februar 1933 während einer Auseinandersetzung zwischen Nationalsozialisten und Kommunisten der Antifaschist Franz Cislik erschossen wurde, wurden Bieser und ein weiteres KPD-Mitglied namens Karl Hans angeklagt. Durch Verfälschungen der Tatsachen wurde beide zum Tode verurteilt und am 17. Januar 1934 hingerichtet. Zwei Monate nach seiner Hinrichtung wurde das Urteil gegen ihn durch ein Revisionsverfahren wieder aufgehoben.
Die Wilhelm-Bieser-Straße in Dessau-Roßlau und Hecklingen wurden nach ihm benannt.